# Mats Larsson
Pour les articles homonymes, voir Larsson.
Mats Larsson, né le 20 mars 1980 à Järna, est un skieur de fond suédois. 

## Carrière
Sa carrière au niveau international débute en 1999.
Lors des Jeux olympiques d'hiver de 2006, il est médaillé d'argent lors du relais.
En 2007, ill devient vice-champion du monde du sprint classique et obtient trois podiums en Coupe du monde à chaque fois en sprint classique à Drammen, Stockholm et Kuusamo.

## Palmarès

### Jeux olympiques
| Épreuve / Édition                       | Turin 2006 |
| 10 km                                   | -          |
| 15 km Classique                         | 19e        |
| Poursuite 15 km classique + 15 km libre | -          |
| 50 km départ en ligne                   | -          |
| Relais 4 × 10 km                        | Argent     |

### Championnats du monde
| Épreuve / Édition                       | Oberstdorf 2005 | Sapporo 2007 | Liberec 2009 |
| Sprint classique                        | 6e              | Argent       | -            |
| Sprint par équipes                      | 7e              | -            | 7e           |
| 10 km                                   | -               | -            | -            |
| 15 km Classique                         | 62e             | -            | -            |
| Pourquite 15 km classique + 15 km libre | -               | 33e          | -            |
| 50 km départ en ligne                   | -               | -            | -            |
| Relais 4 × 10 km                        | -               | -            | -            |

### Coupe du monde
- Meilleur classement général : 25e en 2007.
- 11 podiums : 
  - 8 podiums par équipes dont 1 victoire.
  - 3 podiums en épreuve individuelle.